# Лаокоон та його сини
«Лаокоон та його сини» — скульптурна група у Ватиканських музеях (Музей Пія-Климента, Октагональний двір); відоме зображення в образотворчому мистецтві смертельної боротьби Лаокоона та його синів зі зміями. Скульптура роботи Гагесандроса та Атанадороса з Родоса є лише мармуровою копією другої половини 1 століття до н. е. Оригінал був зроблений у бронзі 200 р. до н. е. у Пергамі і не зберігся.
Римська копія знайдена 14 січня 1506 року Феліче де Фредіс (лат. Felice de Fredis) у його виноградових садах на Есквіліні, під землею у залишках Золотого Будинку (Domus Aurea) Нерона. Папа Юлій II, коли дізнався про знахідку, відразу ж посилає за нею архітектора Джуліяно да Санґало та скульптора Мікеланджело Буонарроті. Зі словами — «Це Лаоокон, якого Пліній згадує» підтверджує Санґало достовірність знахідки. Вже у березні 1506 року передають скульптурну групу папі.

## Галерея

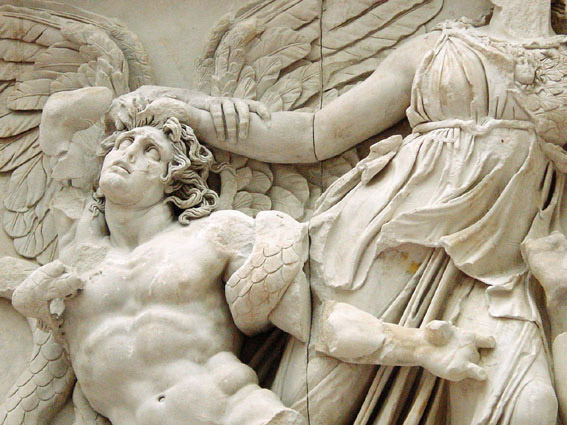
Деталь фриза Пергамського вівтаря
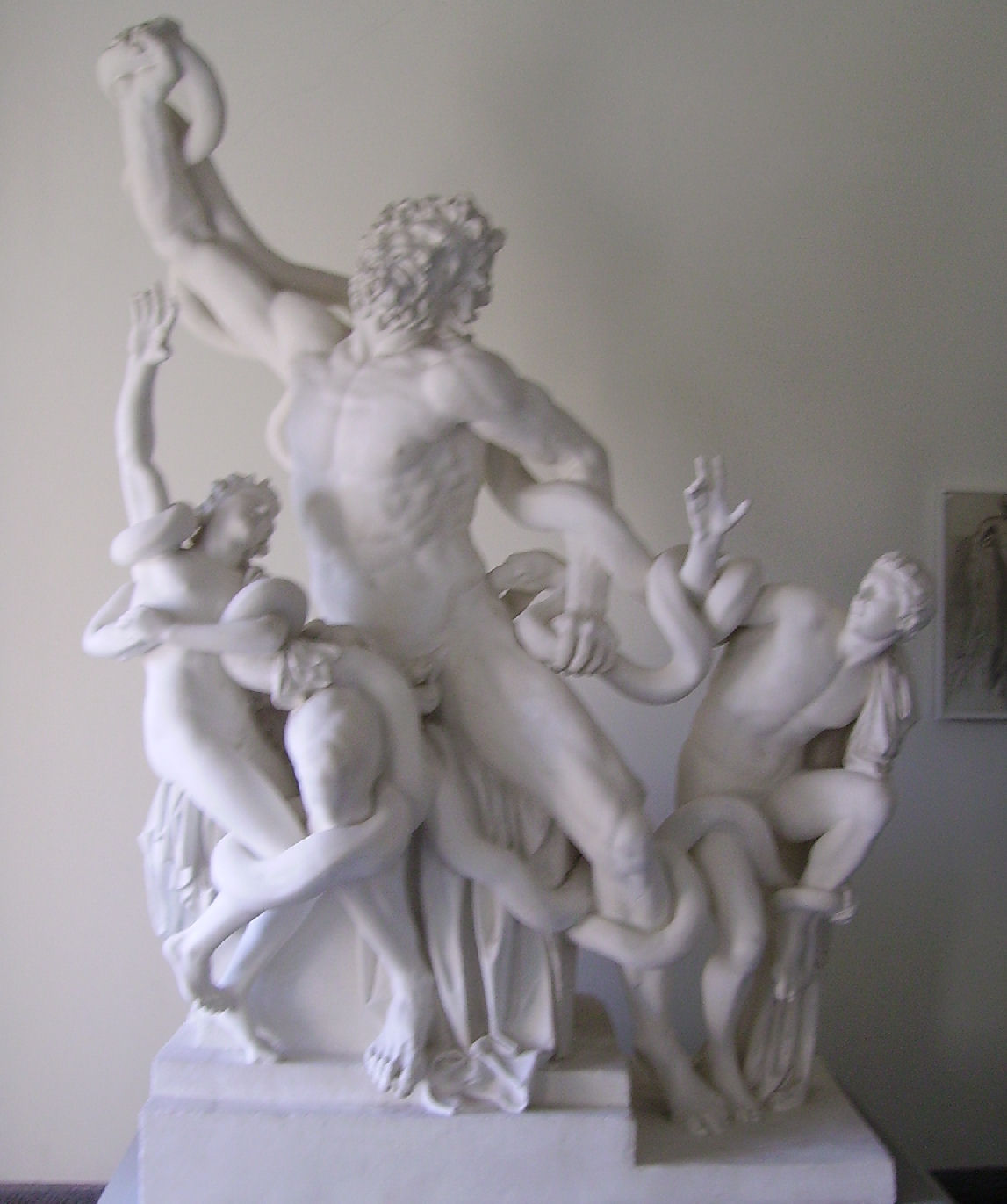
Копія у Мангаймському палаці
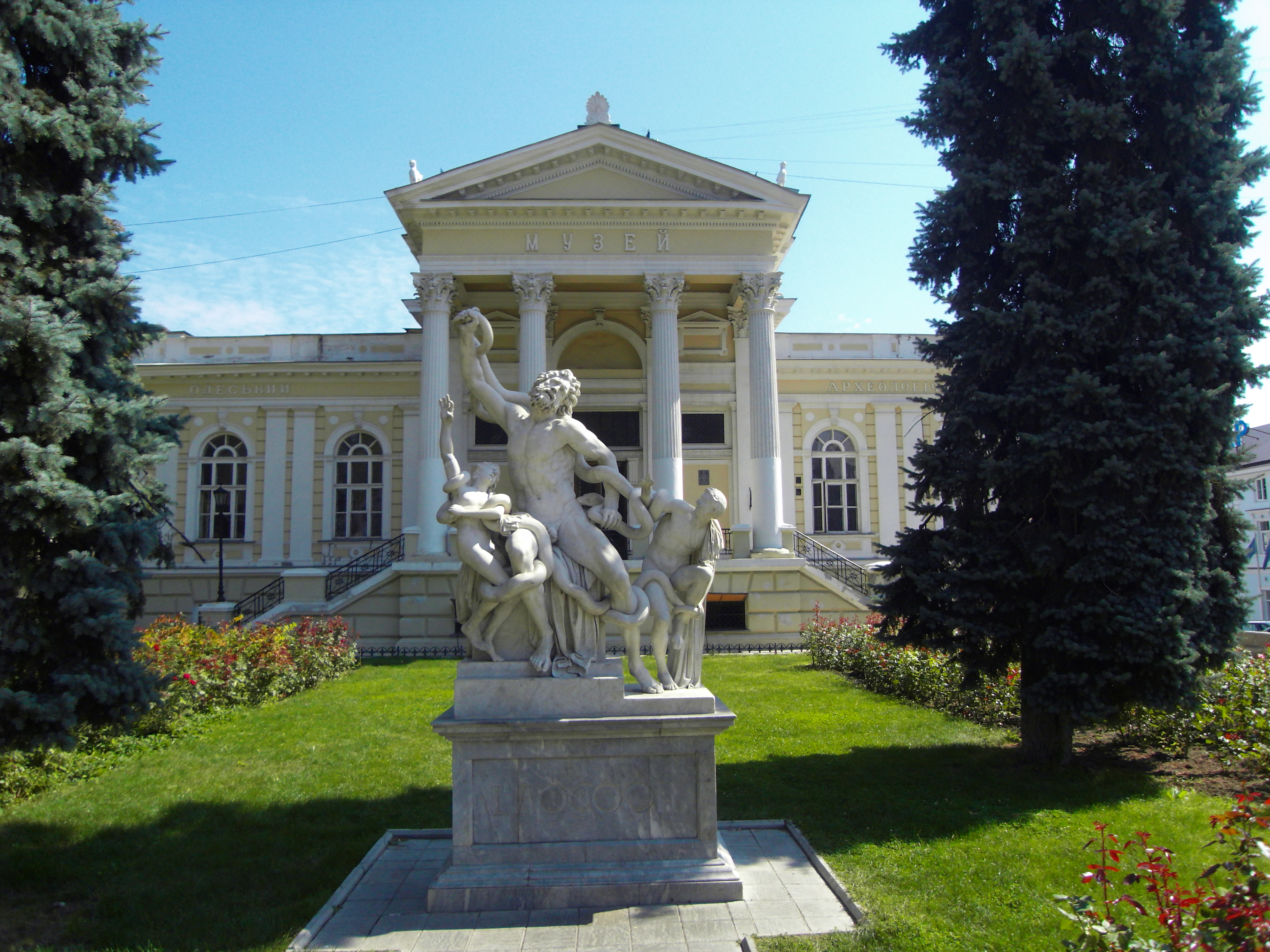
Скульптурна група перед фасадом Одеського археологічного музею. У статуй відновлені руки
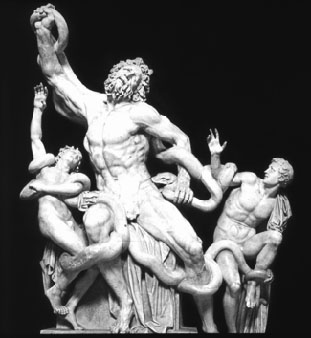
Фотографія скульптурної групи з 1850 р., що демонструє реставрацію у 1980-х роках. У Лаокоона витягнута рука, руки синів були відновлені та усунуті
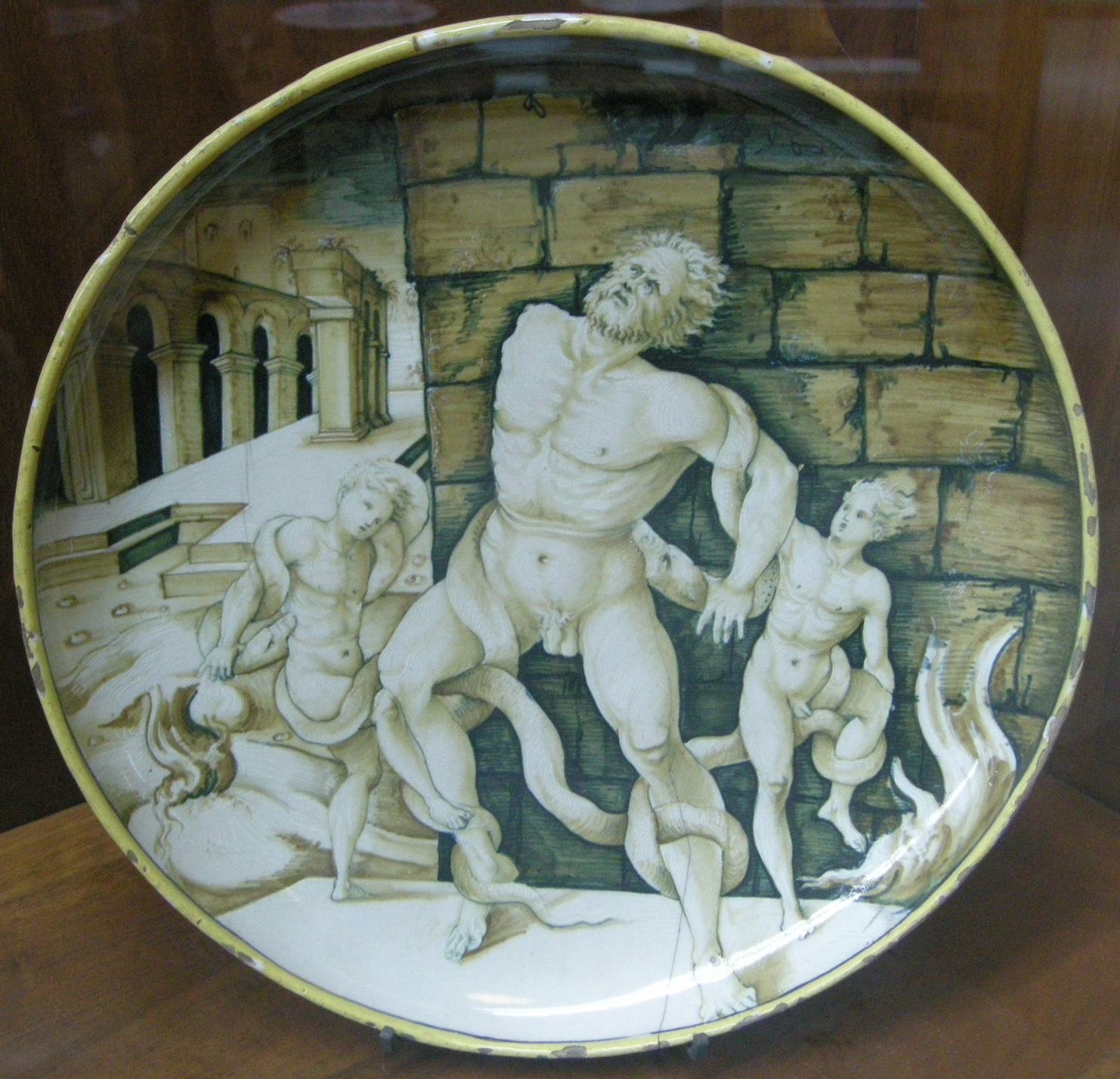
Чаша з Лаокооном. Урбіно (бл. 1530-1545)
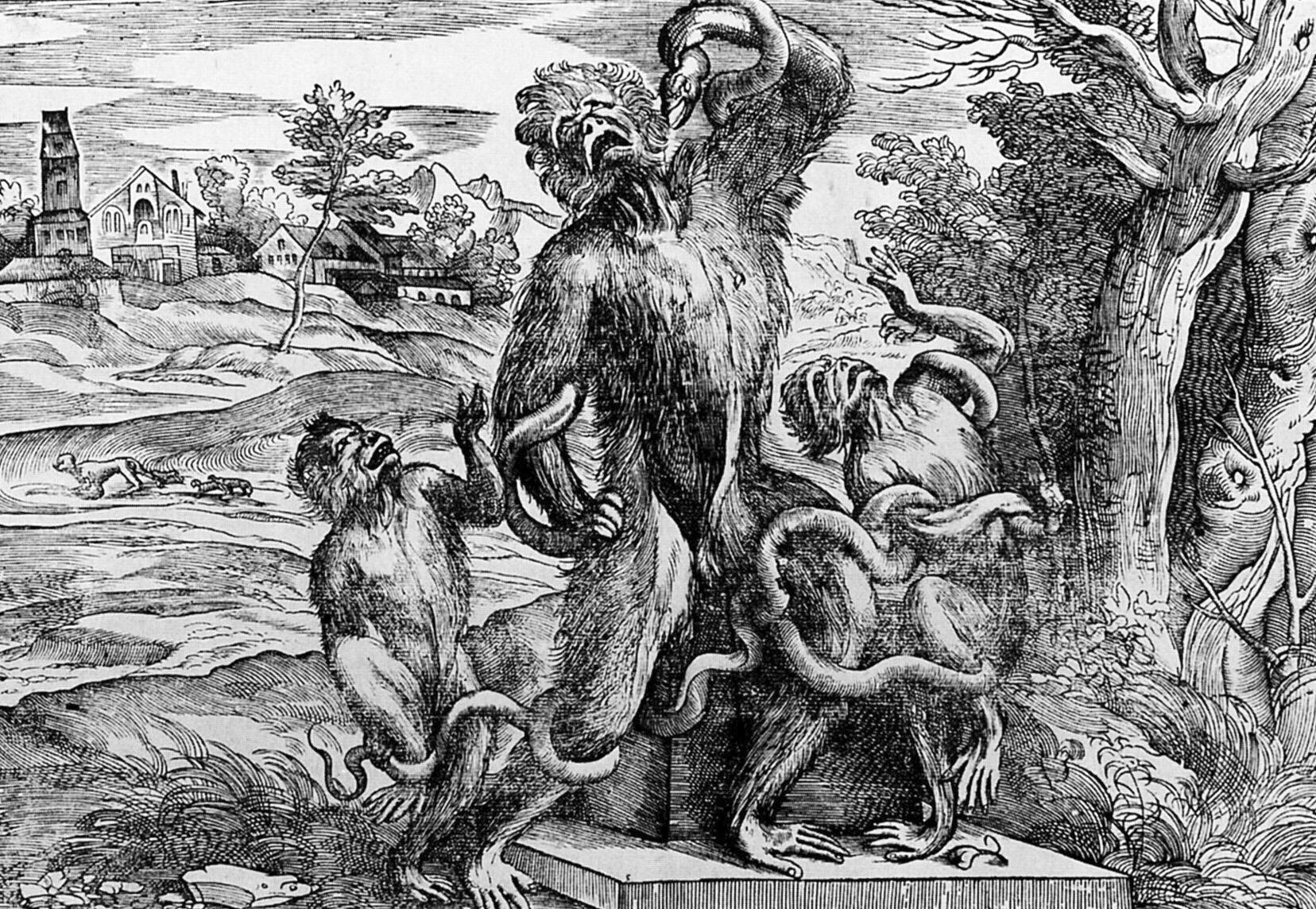
Лаокоон і його сини: гравюра на дереві, можливо, за малюнком Тіціана, пародіювала скульптуру, зображуючи трьох мавп замість людей
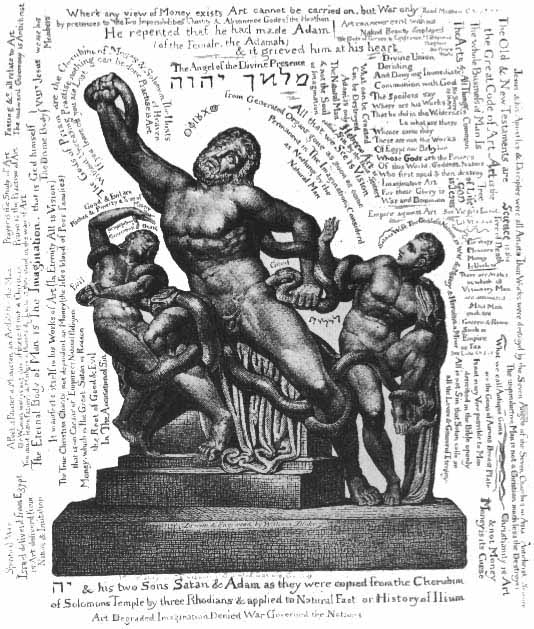
Естамп Вільяма Блейка "Лаокоон"
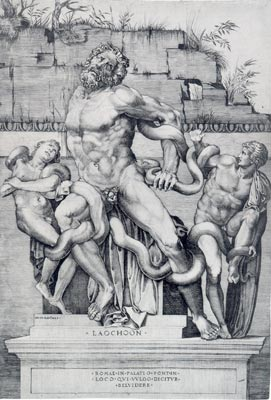
Гравюра Марко Данте (бл. 1520)
Лаокоон. Ель Греко, Національна галерея мистецтва (між 1610 та 1614)
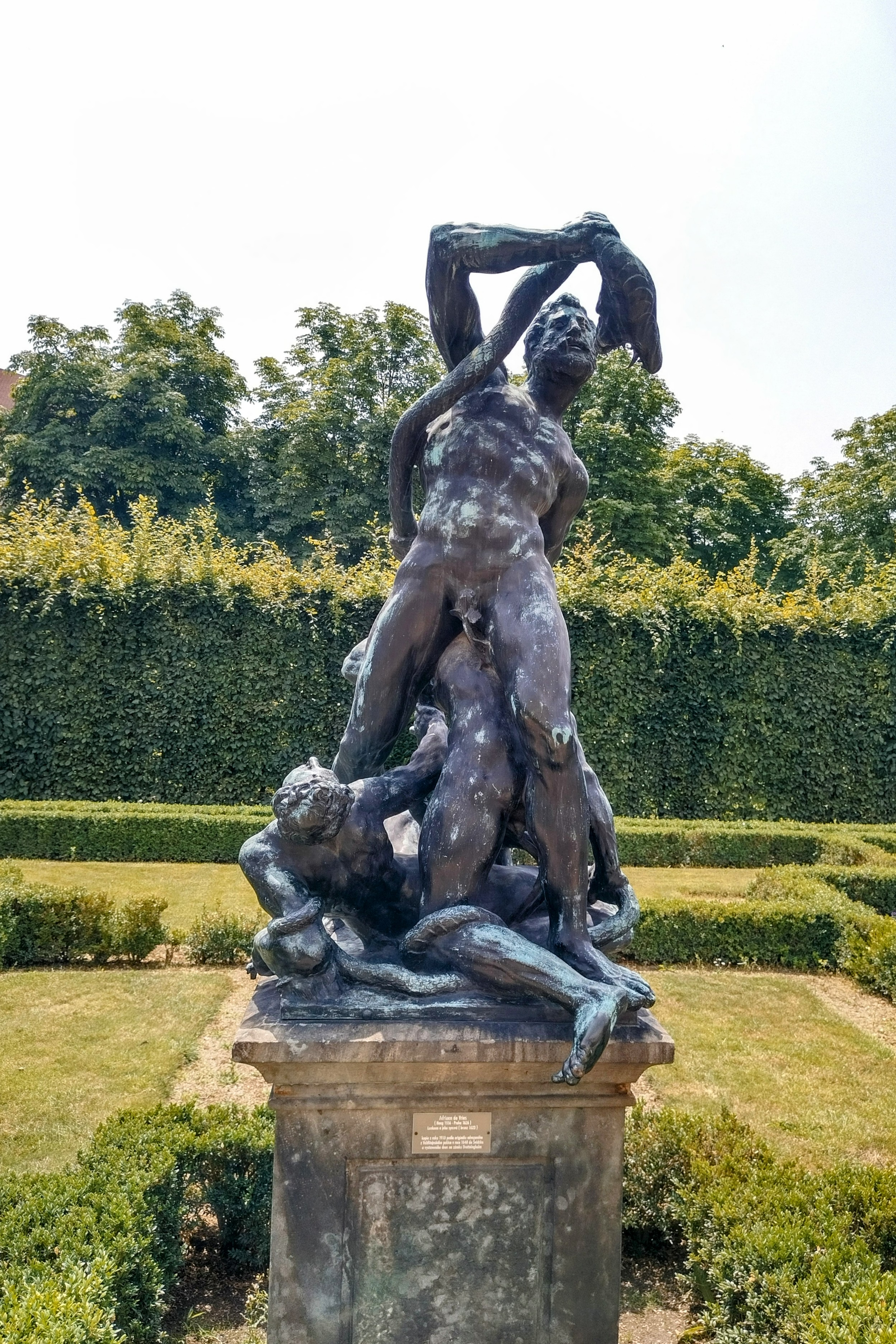
Лаокоон. Адріан де Врис, парк Валдштейнського палацу, Прага